# Smolechy
Smolechy – wieś sołecka w Polsce położona w województwie mazowieckim, w powiecie ostrowskim, w gminie Ostrów Mazowiecka.
W latach 1975–1998 miejscowość administracyjnie należała do województwa ostrołęckiego.
Wierni Kościoła rzymskokatolickiego należą do parafii św. Rocha w Jasienicy.
W 2000 roku pola Smolech brały udział w zdjęciach do filmu „Chłopaki nie płaczą” 